# Logis de Nanclas
Le logis de Nanclas est situé sur la commune de Jarnac en Charente.

## Historique
La terre de Nanclas a appartenu à la famille Laisné dont le représentant le plus connu a été Isaac Laisné, seigneur de Nanclas, lieutenant général des armées du roi, mort en 1704. Nanclas passe à la famille Sarlandie puis sera la dot d'Anne de Sarlandie qui épouse Pierre Arnaud, procureur au siège présidial d'Angoulême.
Le logis de Nanclas, le portail et le pigeonnier ont été inscrits monuments historiques le 31 décembre 1985.

## Architecture
Devant le logis se dresse une fuie ronde avec trois lucarnes et toit en poivrière de tuiles plates marquant la possession d'un droit de justice.
Le portail à porte cochère et piétonne ouvre sur une cour et un logis à un étage et porte ornée de pilastres qui daterait du XVIe siècle et conserve une bretèche dans l'angle de sa façade. Le cadran solaire est daté de 1714.